# United States Marshals Service
Der United States Marshals Service (USMS) ist eine Behörde des Justizministeriums der Vereinigten Staaten. Ihre ursprüngliche Aufgabe ist der Schutz der Bundesgerichte der Vereinigten Staaten und die Gewährleistung eines reibungslosen Betriebs des Justizwesens. Analog dazu gibt es dort auch Marshals auf bundesstaatlicher und auf regionaler Ebene mit ähnlichen Aufgaben. Seit der Gründung sind zahlreiche weitere Aufgaben hinzugekommen. Aktuell ist Mark Pittella Direktor der Behörde.

## Geschichte

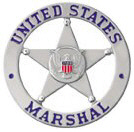
Polizeistern des U.S. Marshals Service

Am 24. September 1789 ernannte Präsident George Washington die ersten 13 U.S. Marshals. Danach führten die U.S. Marshals und deren Mitarbeiter neben ihrer Hauptaufgabe im Justizwesen verschiedene Dienste aus, von der Volkszählung (1790–1870) über die Sicherung der Bundesgrenzen und die Durchsetzung der Prohibition (ab 1920) bis hin zum Schutz des Präsidenten (der heute vom Secret Service durchgeführt wird).
Die U.S. Marshals spielten in der Pionierzeit der Vereinigten Staaten im 19. Jahrhundert (v. a. in dessen zweiter Hälfte) eine wichtige Rolle bei der Umsetzung des Rechts. Bekannte Deputy U.S. Marshals dieser Zeit waren unter anderem die Brüder Virgil (1843–1905) und Wyatt Earp (1848–1929) sowie „Wild Bill“ Hickok (1837–1876).
1894 wurden die U.S. Marshals auch dazu eingesetzt, den Streik in den Werken der Pullman Palace Car Company (sog. Pullman-Streik) zu brechen. 1896 verabschiedete der Kongress der Vereinigten Staaten bundesweite Regeln zur Einstellung und Bezahlung von Deputy U.S. Marshals.
Von 1960 bis 1965 bewachten U.S. Marshals bedrohte Personen der Bürgerrechtsbewegung wie den afro-amerikanischen Studenten James Meredith an der University of Mississippi. Während der Gewaltausbrüche an der Universität starben zwei Menschen, 48 Soldaten und 30 U.S. Marshals wurden verwundet.
1969 entstand der U.S. Marshals Service (USMS) als zentrale Behörde, die die U.S. Marshals beaufsichtigt. 1995 wurde das Justice Prisoner and Alien Transportation System (JPATS) gegründet, um Gefangenentransporte durchzuführen und um illegale Immigranten in ihre Heimatländer abzuschieben.

## Auftrag
Die Aufgaben des U.S. Marshals Service umfassen heute den Vollzug von Bundesrecht auf dem Justizsektor, z. B. Festnahmen, Gefangenentransporte, Zeugenschutz, Personenschutz von Ministern/Staatssekretären/leitenden Beamten, Schutz von Veranstaltungen und bedrohten Organisationen (früher z. B. Bürgerrechtler, heute z. B. Abtreibungskliniken) und die Verwaltung von sichergestellten Vermögenswerten von Unternehmen. Der U.S. Marshals Service vollstreckt ca. 55 % aller durch Bundesgerichte ausgestellten Haftbefehle.

## Organisation
Der Sitz des U.S. Marshals Services ist in Arlington, Virginia, am Potomac River, direkt gegenüber von Washington, D.C. und untersteht direkt dem Generalstaatsanwalt (Attorney General). Von hier aus werden alle Vorgänge bundesweit gesteuert. Eine Besonderheit ist die im Marshals Service Tactical Operations Center im Camp Beauregard, Louisiana, angesiedelte Special Operations Group (SOG). Die ehemalige Direktorin, Stacia Hylton, war 1991 Mitglied der SOG.
Die Organisationseinheit Justice Prisoner and Alien Transportation System ist für Abschiebungen (Strafgefangene und Ausweisungen) und den Vorführdienst zuständig. Diese hat ihren Sitz in Kansas City, Missouri.
Jeder U.S. Marshal sowie der Direktor und sein Stellvertreter des U.S. Marshals Service wird vom Präsidenten der Vereinigten Staaten nominiert und muss vom Senat bestätigt werden.
Jeweils ein U.S. Marshal leitet die Aktivitäten eines von 94 U.S. Marshals Service District Offices, die den 94 Bundesgerichtsbezirken (Federal Judicial District) der Vereinigten Staaten entsprechen. Ihm steht ein Chief Deputy U.S. Marshal als Stabschef zur Seite, welcher die dem Distrikt zugeteilten Deputy U.S. Marshals sowie Strafvollzugsbeamten und Verwaltungsangestellten vorgesetzt ist. Insgesamt bilden 94 U.S. Marshals, 3.571 (Chief) Deputy U.S. Marshals zusammen mit 1.451 Strafvollzugsbeamten und Verwaltungsangestellten das Rückgrat der Institution.

### Organisationsstruktur
- Director of the U.S. Marshals Service
  - Office of Equal Employment Opportunity
  - Office of General Counsel
  - Deputy Director of the U.S. Marshals Service
    - Office of Professional Responsibility
    - Associate Director for Operations
      - Judicial Security Division
      - Investigative Operations Division
      - Witness Security Division
      - Justice Prisoner and Alien Transportation System
      - Tactical Operations Division
      - Prisoner Operations Division[4]

    - Chief Financial Officer
      - Financial Services Division

    - Associate Director for Administration
      - Training Division
      - Human Resources Division
      - Information Technology Division
      - Management Support Division
      - Office of Public and Congressional Affairs
      - Asset Forfeiture Division

(Quelle:)

## Organisationsmittel
In der zunehmend vernetzten Infrastruktur der sogenannten Intelligence Community der USA verwaltet der Marshals Service das Joint Automated Booking System, über das Polizeiorganisationen der USA auf Daten von Inhaftierten zugreifen können.

## Beamte
| U.S. Bundesbeamten- klassifizierung und Besoldungsgruppe | Amtsbezeichnung                                 | Deutsches Äquivalent                             |
| -------------------------------------------------------- | ----------------------------------------------- | ------------------------------------------------ |
| SL-0082-01                                               | U.S. Marshal                                    | Präsident einer Bundespolizeidirektion (B6/OF-6) |
| GS-0082-15                                               | U.S. Marshal                                    | Leitender Polizeidirektor (A 16/OF-5)            |
| GS-0082-15                                               | Chief Deputy U.S. Marshal                       | Leitender Polizeidirektor (A 16/OF-5)            |
| GS-0082-14                                               | Chief Deputy U.S. Marshal                       | Polizeidirektor (A15/OF-4)                       |
| GS-0082-13                                               | Assistant Chief Deputy U.S. Marshal             | Polizeioberrat (A14/OF-4)                        |
| GS-1811-13                                               | Deputy U.S. Marshal [Criminal Investigator]     | Kriminaloberrat (A14/OF-4)                       |
| GS-0082-12                                               | Supervisory Deputy U.S. Marshal                 | Polizeirat (A13/OF-3)                            |
| GS-1811-12                                               | Deputy U.S. Marshal [Criminal Investigator]     | Kriminalrat (A13/OF-3)                           |
| GS-0082-11                                               | Deputy U.S. Marshal Vom fünften Jahr als Deputy | Polizeihauptkommissar (A11/OF-2)                 |
| GS-0082-09                                               | Deputy U.S. Marshal Drittes Jahr als Deputy     | Polizeioberkommissar (A10/OF-1)                  |
| GS-0082-07                                               | Deputy U.S. Marshal Zweites Jahr als Deputy     | Polizeikommissar (A9/OF-1)                       |
| GS-0082-05                                               | Deputy U.S. Marshal Erstes Jahr als Deputy      | Polizeimeister (A7/OR-6)                         |

## Bilder

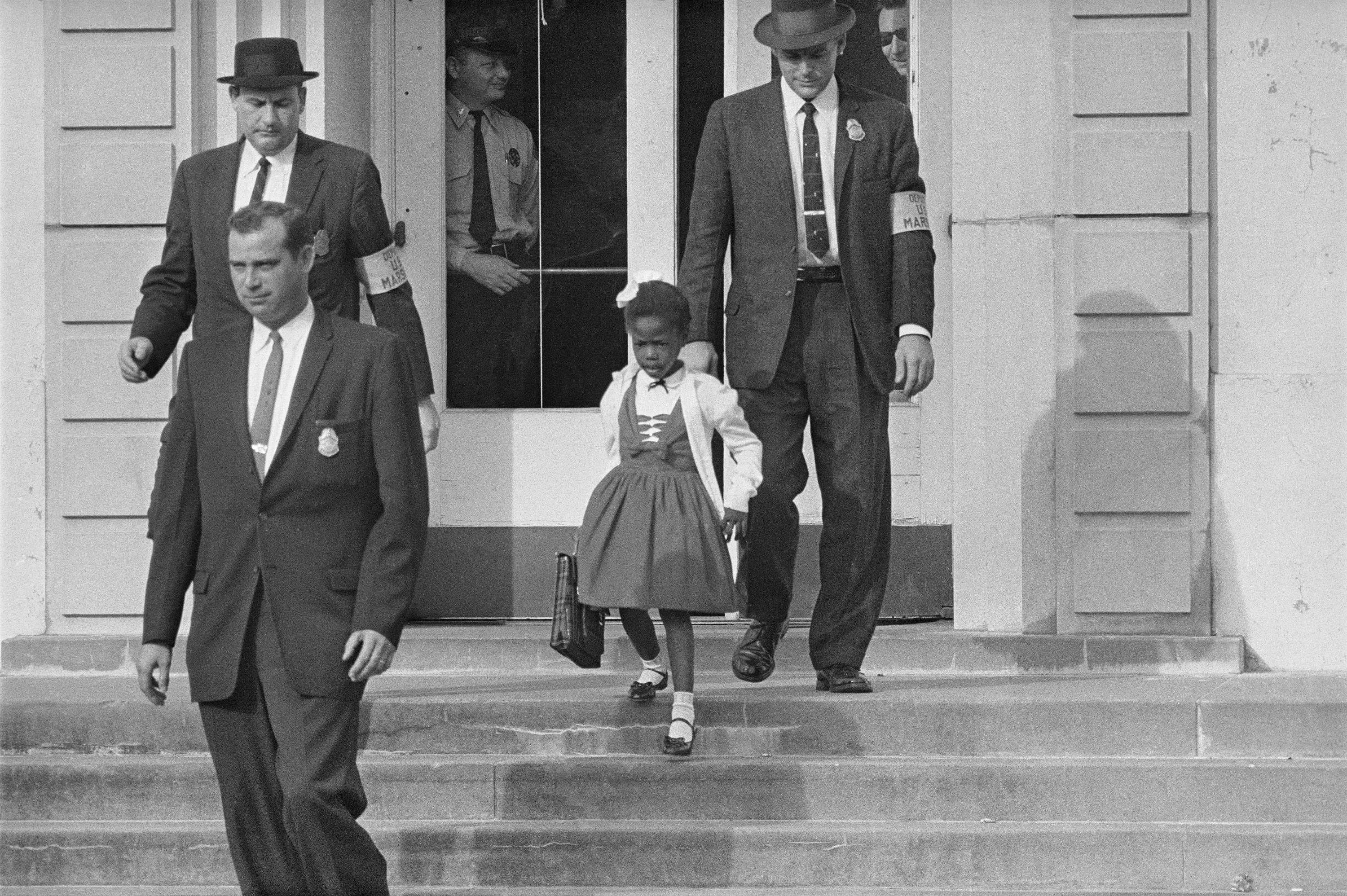
U.S. Marshals begleiten Ruby Bridges auf ihrem Schulweg, New Orleans 1960
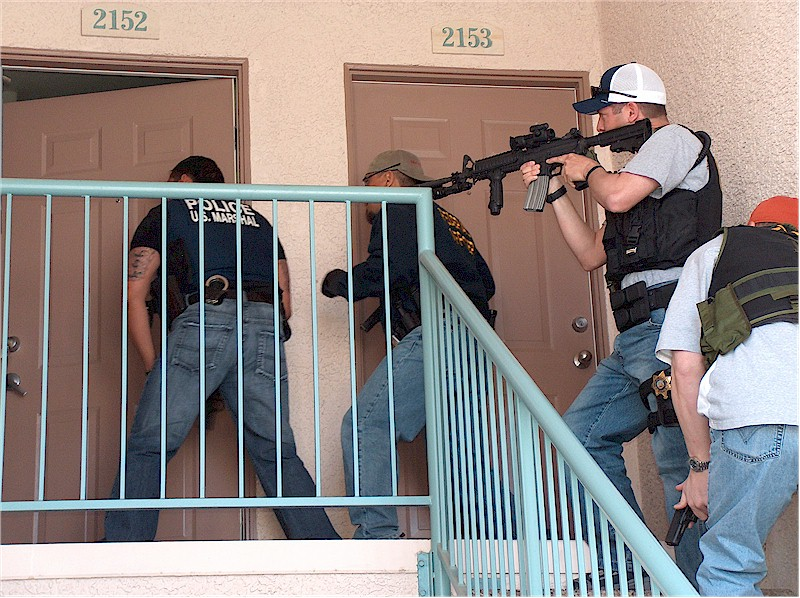
U.S. Marshals beim Zugriff
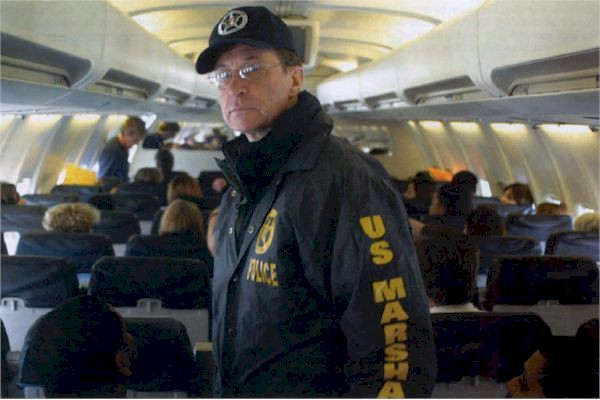
U.S. Marshal bei einem Flug des JPATS
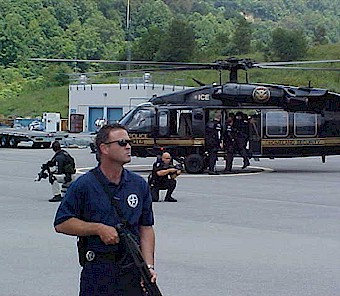
U.S. Marshals bei der Sicherung eines Gefangenentransports

## Mediale Rezeption
- 1987: Highwayman – mit: Sam Jones
- 1993: Auf der Flucht – Regie: Andrew Davis – u. a. mit Harrison Ford, Tommy Lee Jones und Julianne Moore
- 1996: Eraser – Regie: Chuck Russell – u. a. mit Arnold Schwarzenegger, James Caan und James Coburn
- 1997: Con Air – Regie: Simon West – u. a. mit Nicolas Cage, John Cusack und John Malkovich
- 1998: Auf der Jagd – Regie: Stuart Baird – u. a. mit Wesley Snipes, Tommy Lee Jones und Robert Downey Jr.
- 1998: Out of Sight, u. a. mit Jennifer Lopez, George Clooney
- 2008–2012: In Plain Sight – In der Schusslinie (Fernsehserie) – u. a. mit Mary McCormack, Fred Weller und Lesley Ann Warren
- 2009: Whiteout – Regie: Dominic Sena – u. a. mit Kate Beckinsale, Gabriel Macht und Tom Skerritt
- 2009–2015: Justified (Fernsehserie) nach Elmore Leonard – u. a. mit Timothy Olyphant, Natalie Zea und Walton Goggins
- 2010: Shutter Island – Regie: Martin Scorsese – u. a. mit Leonardo DiCaprio, Mark Ruffalo und Ben Kingsley
- 2010: True Grit – Regie: Ethan und Joel Coen –  u. a. mit Jeff Bridges, Hailee Steinfeld: und Matt Damon
- 2010–2011: Chase (Fernsehserie) – Schöpferin: Jennifer M. Johnson – u. a. mit Kelli Giddish, Amaury Nolasco und Jesse Metcalfe
- 2011: Colombiana – Regie: Olivier Megaton – u. a. mit Zoe Saldana, Cliff Curtis und Michael Vartan
- 2012: Django Unchained – Regie: Quentin Tarantino – u. a. mit Jamie Foxx, Christoph Waltz und Leonardo DiCaprio
- 2016: The Blacklist (Fernsehserie, Staffel 3, Folgen 9 & 10) – Schöpfer: Jon Bokenkamp – u. a. mit James Spader, Megan Boone und Parminder Nagra
- 2021: The Harder They Fall (2021) – Regie: Jeymes Samuel u. a. mit Jonathan Majors, Lakeith Stanfield und Zazie Beetz
- 2023: Justified: City Primeval (Fernsehserie)